# San Pablo (Zamboanga del Sur)
San Pablo è una municipalità di quarta classe delle Filippine, situata nella Provincia di Zamboanga del Sur, nella regione della Penisola di Zamboanga.
La municipalità è stata creata nel 1957 con parte del territorio della municipalità di Dinas.
San Pablo è formata da 28 baranggay:
- Bag-ong Misamis
- Bubual
- Buton
- Culasian
- Daplayan
- Kalilangan
- Kapamanok
- Kondum
- Lumbayao
- Mabuhay
- Marcos Village
- Miasin
- Molansong
- Pantad

- Pao
- Payag
- Poblacion (San Pablo)
- Pongapong
- Sagasan
- Sacbulan
- San Juan
- Senior
- Songgoy
- Tandubuay
- Taniapan
- Ticala Island
- Tubo-pait
- Villakapa